# Список персонажів телесеріалу «Усі жінки відьми»
«Усі жінки — відьми» — американський телесеріал про трьох сестер-відьом, що володіють магічними силами. У серіалі постійно було три головних героїні (після третього сезону одна головна персонажка була замінена іншою), кілька центральних і безліч супутніх, другорядних і епізодичних персонажів.

## Таблиця персонажів серіалу
| Прю Галлівел    | Шеннен Догерті   | Шеннен Догерті   | Шеннен Догерті    |                   |                   |                  |                  |                  |
| Пайпер Галлівел | Голлі Марі Комбс | Голлі Марі Комбс | Голлі Марі Комбс  | Голлі Марі Комбс  | Голлі Марі Комбс  | Голлі Марі Комбс | Голлі Марі Комбс | Голлі Марі Комбс |
| Фібі Галлівел   | Алісса Мілано    | Алісса Мілано    | Алісса Мілано     | Алісса Мілано     | Алісса Мілано     | Алісса Мілано    | Алісса Мілано    | Алісса Мілано    |
| Пейдж Меттьюс   |                  |                  |                   | Роуз Мак-Гавен    | Роуз Мак-Гавен    | Роуз Мак-Гавен   | Роуз Мак-Гавен   | Роуз Мак-Гавен   |
| Лео Ваєтт       | Браян Краузе     | Браян Краузе     | Браян Краузе      | Браян Краузе      | Браян Краузе      | Браян Краузе     | Браян Краузе     | Браян Краузе     |
| Дерілл Морріс   | Доріан Ґреґорі   | Доріан Ґреґорі   | Доріан Ґреґорі    | Доріан Ґреґорі    | Доріан Ґреґорі    | Доріан Ґреґорі   | Доріан Ґреґорі   |                  |
| Коул Тернер     |                  |                  | Джуліан Мак-Магон | Джуліан Мак-Магон | Джуліан Мак-Магон |                  |                  |                  |
| Кріс Галлівел   |                  |                  |                   |                   | Дрю Фуллер        | Дрю Фуллер       |                  |                  |
| Енді Трюдо      | Тед Кінг         |                  |                   |                   |                   |                  |                  |                  |
| Ден Ґордон      |                  | Ґреґ Воган       |                   |                   |                   |                  |                  |                  |
| Біллі Дженкінс  |                  |                  |                   |                   |                   |                  |                  | Кейлі Куоко      |

| 1 сезон                    | 2 сезон                     | 3 сезон                     | 4 сезон                     | 5 сезон         | 6 сезон         | 7 сезон        | 8 сезон        |                |
| Пенелопа Галлівел          | Дженніфер Родс              | Дженніфер Родс              | Дженніфер Родс              | Дженніфер Родс  | Дженніфер Родс  | Дженніфер Родс | Дженніфер Родс | Дженніфер Родс |
| Патриція Галлівел          | Фінола Г'юз                 | Фінола Г'юз                 | Фінола Г'юз                 | Фінола Г'юз     | Фінола Г'юз     | Фінола Г'юз    | Фінола Г'юз    |                |
| Віктор Беннет              | Ентоні Деннісон             | Джеймс Рід                  | Джеймс Рід                  | Джеймс Рід      | Джеймс Рід      | Джеймс Рід     | Джеймс Рід     |                |
| Мелінда Воррен             | Тайлер Лейтон               | Марія Рід                   |                             |                 |                 |                |                |                |
| Сем Вайлдер                | Скотт Джек                  | С. Джек                     | С. Джек                     |                 |                 |                |                |                |
| Еліс Ротман                | Ребекка Болдінг             | Ребекка Болдінг             | Ребекка Болдінг             | Ребекка Болдінг | Ребекка Болдінг |                |                |                |
| Шейла Морріс               | Сандра Проспер              | Сандра Проспер              | Сандра Проспер              |                 |                 |                |                |                |
| Джейсон Дін                | Ерік Дейн                   | Ерік Дейн                   |                             |                 |                 |                |                |                |
| Ваєтт Галлівел (маленький) | Крістофер і Джейсон Саймонс | Крістофер і Джейсон Саймонс | Крістофер і Джейсон Саймонс |                 |                 |                |                |                |
| Ваєтт Галлівел (дорослий)  | Вес Ремсі                   | Вес Ремсі                   | Вес Ремсі                   |                 |                 |                |                |                |

| Інспектор Шерідан | Джені Лано      | Джені Лано    |                                            |                                            |             |  |  |                   |
| Рекс Бакленд      | Нейл Робертс    |               |                                            |                                            |             |  |  |                   |
| Ганна Вебстер     | Еллін Бейкер    |               |                                            |                                            |             |  |  |                   |
| Барбас            | Біллі Драго     | Біллі Драго   | Біллі Драго                                | Біллі Драго                                | Біллі Драго |  |  |                   |
| Джерело           | Пітер Вудворд   | Пітер Вудворд | Пітер Вудворд, Джуліан Мак-Магон (4 сезон) | Пітер Вудворд, Джуліан Мак-Магон (4 сезон) |             |  |  |                   |
| Тріада            | різні актори    | різні актори  | різні. актори                              |                                            |             |  |  |                   |
| Балтазор          | Майкл Сміт      | Майкл Сміт    | Майкл Сміт                                 |                                            |             |  |  |                   |
| Сір (Провидиця)   | Деббі Морган    | Деббі Морган  |                                            |                                            |             |  |  |                   |
| Ґідеон            | Ґілдарт Джексон |               |                                            |                                            |             |  |  |                   |
| Аватари           | різні актори    | разл. актори  |                                            |                                            |             |  |  |                   |
| Занку             | Одед Фер        |               |                                            |                                            |             |  |  |                   |
| Крісті Дженкінс   |                 |               |                                            |                                            |             |  |  | Марнетт Паттерсон |

## Головні персонажки
- Пруденс (Прю) Галлівелл, англ. Prudence Halliwell (виконавиця ролі Шеннен Догерті) (Сезони: 1-3)

Старша з Зачарованих, дочка Петті Галлівелл. У зв'язку з ранньою смертю матері Прю взяла на себе турботу про молодших сестер, що позначилося на її характері. Володіє силою телекінезу. В першій серії, коли її сила ще була нестабільна, могла спонтанно переміщати предмети навіть з одного місця в інше. Потім вона виявила, що її сила «запускається» від гніву. На початку першого сезону вона підіймала предмети очима, а в кінці навчилася діяти руками. Найсильніша відьма з Зачарованих. Також Прю могла створювати астральну проєкцію, тобто переміщати свій дух в просторі, проте її астральне тіло не мало сили, а сама Прю при цьому як би спала. В одній із серій третього сезону Прю випадково отримала силу емпатки, за допомогою якої її астральна проєкція і сама Прю змогли «спати» одночасно; в кінці цієї ж серії відмовилася від цієї сили. Під час подорожі Зачарованих у майбутнє стає відомо, що з часом її сила телекінезу зможе запускати справжню вибухову хвилю. Після смерті в першому сезоні Енді Трюдо в особистому житті Прю настала велика перерва. Через три роки після набуття сили гине від руки демонічного «кілера» Шекса, який перебував на службі у Джерела Зла.
Працювала в аукціонному домі «Бакленд», щоб забезпечувати молодших сестер. Але незабаром Прю дізналася, у що її перетворює нелюбима робота, і вирішила втілити в життя свою давню мрію — працювати фотографкою в журналі.
(докладніше...)
- Пайпер Ширлі Галлівелл, англ. Piper Halliwell (виконавиця ролі Холлі Марі Коумз)

Зачарована, друга дочка Петті Галлівелл і Віктора Беннета. На початку серіалу вміє тільки зупиняти («заморожувати») час, що відбувається, коли щось її лякає. Потім навчилася контролювати силу. В подальшому розвинула свою силу так, що змогла підривати предмети під час нападів гніву (третій сезон). Сила Пайпер в серіалі пояснюється тим, що вона може зупиняти або навпаки прискорювати рух молекул. Чудово варить зілля, оскільки Пайпер за професією кухарка. Однак кухаркою їй попрацювати не вдалося: спочатку Пайпер займає посаду менеджерки ресторану «Квейк», а потім з допомогою сестер відкриває свій нічний клуб «Р3», що допомагає вирішити фінансові проблеми сім'ї Галлівелл. В кінці 8 сезону відкриває свій ресторан. За характером Пайпер скромна і найтихіша з сестер — бабуся часто називала її «серцем» сім'ї. Важко переживала смерть Прю і не відразу прийняла нову сестру Пейдж і свою нову роль старшої сестри. До середини серіалу стає «найсильнішою відьмою з нині живих». Народила протягом серіалу трьох дітей — Вайатта, Кріса і Мелінду — від шлюбу зі своїм охоронцем Лео Вайттом. Пайпер більше всіх із сестер прагне до нормального життя, однак практично завжди охоче вступає в сутичку зі Злом для захисту невинних.
(докладніше...)
- Фібі Галлівелл, англ. Phoebe Halliwell (виконавиця ролі Алісса Мілано)

Дочка Петті Галлівелл і Віктора Беннета. Молодша Зачарована (до 4 сезону). Може бачити майбутнє і минуле, в третьому сезоні навчилася левітації, згодом отримала силу емпатки. Але в шостому сезоні втратила активні сили. Чудово пише заклинання, що нерідко рятує сестер при відсутності потрібного в «Книзі Обрядів». До кінця серіалу її сила передбачення стала дозволяти їй спілкуватися з самою собою в майбутньому. На початку серіалу була "білою вороною" і до четвертого сезону не мала постійної роботи. Протягом серіалу Фібі закінчила кинутий раніше коледж і отримала роботу авторкоб колонки рад в журналі «The Bay Mirror», потім здобула докторський ступінь по психології. Її кар'єра в журналістиці розвивалася бурхливими темпами, що зробило Фібі дуже популярною в місті. З усіх сестер Фібі більше від усіх має схильність до Зла — вона була злою в минулому житті; після шлюбу з Коулом Тернером під час його буття Джерелом Зла стала Королевою Підземного світу. Фібі протягом серіалу має велику кількість стосунків, проте невдалий шлюб з Коулом і подальші розчарування ледь не змусили її відмовитися від любові. В кінці серіалу Куп (купідон), посланий допомогти Фібі знову полюбити, закохується в неї. Фібі відповідає йому взаємністю і в заключних серіях вони одружуються. Фібі народила трьох дочок.
(докладніше...)
- Пейдж Метьюс, англ. Paige Matthews (виконавиця ролі Роуз Макгоуен)

Зведена і наймолодша сестра Зачарованих. Мати — Петті Галлівелл, батько — її ангел-охоронець Самуель. Наполовину відьма, наполовину зберігачка. Працювала в соціальній службі. Але починаючи з п'ятого сезону не має постійної роботи — для того, щоб розвивати свої здібності (жартома стверджує, що «працює відьмою на постійній основі»). Довгий час заперечувала свою другу половину зберігачки (до кінця сьомого сезону). Може переміщатися сама і переміщати предмети. Змінює зовнішність як зберігачка, навчилася лікувати у восьмому сезоні. Секрет її можливостей у тому, що сили зберігачки і відьми змішалися, і замість того щоб пересувати предмети, вона переміщує їх, після того як назве їх. У зв'язку з кризою в Школі Магії взяла на себе управління нею. До кінця серіалу однаково добре змогла управлятися і з обов'язками відьми, і з обов'язками зберігачки. В кінці серіалу одружилася з простим смертним, офіцером поліції Генрі, народила сина і дочок-близнят.
(докладніше...)

## Супроводжуючі

### Лео Ваятт
Лео Ваєтт (англ. Leo Wyatt) — світлоносець Зачарованих Прю Галлівел, Пайпер Галлівел, Фібі Галлівел і Пейдж Метьюс. Також має інших підопічних у різних куточках світу. Чоловік Пайпер Галлівелл. Актор: Брайан Краузе.
Народився 6 травня 1924 року в Сан-Франциско, син Крістофера Ваятта. Працював лікарем в армії США в часи Другої світової війни. Пацифіст. Був одружений з жінкою на ім'я Лілліан. У 1960-х подружився з Пенні і Алленом Галлівелами, бабусею і дідусем Зачарованих.
Був посланий старійшинами як світлоносець Зачарованих, про що на перших порах ті не підозрювали. До того, як оголосити сестрам про те, що він є їх світлоносцем, Лео працював різноробочим в їхньому особняку. Спочатку за його увагу билися Фібі і Пайпер, але потім Фібі зрозуміла, що робить це тільки для того, щоб Пайпер ревнувала. У серії «Допоможіть Максу» (англ. «Secrets and Guys») Фібі побачила, як Лео висить у повітрі біля люстри, і той зізнався, що він світлоносець Зачарованих. Коли Лео було поранено отруйною стрілою темного зберігача, Пайпер вилікувала його. За правилами між світлоносцями та відьмами не може бути стосунків, тому Лео кілька разів йшов від сестер, але врешті вони одружилися з Пайпер. В останніх двох сезонах ставав Старійшиною і Аватаром. Також був простим смертним, викладав у Школі Магії. Від шлюбу з Пайпер має синів Ваятта Меттью Галлівелла і Крістофера Перрі Галлівелла та дочку Мелінду.
Як світлоносець (а потім і Старійшина) Лео вміє переміщуватись у будь-яке місце; зцілювати, підводячи руки до рани; чути поклик своїх підопічних і старійшин на будь-якій відстані, з'являтися там, де вони знаходяться, і постійно підтримувати з ними контакт, відчувати їх страждання або смерть. Також має рідко використовувані здібності стирати пам'ять, вселяти що-небудь, приймати вигляд інших і літати. Як і всі світлоносці, Лео безсмертний. Єдині, хто здатні знищити його як світлоносця — темні хранителі. Попри безсмертя, Лео вразливий перед усіма носіями магії (наприклад, заморожуванням і підривною силою Пайпер). Може відчувати фізичний біль, як звичайний смертний.

### Коул Тернер
Коул Тернер (англ. Cole Turner) — колишній Господар Підземного Світу, колишній чоловік Фібі Галлівел. Завдяки Коулу серіал придбав, можливо, найбільш значущі і інтригуючі сюжетні лінії, пов'язані з його стосунками з Фібі, і заслужив найбільшу співпереживання з боку глядачів. Актор: Джуліан Макмехон.
Народився в 1885 році в Каліфорнії, мати — демониця, батько — звичайна людина, політик Бенджамін Коулрідж Тернер.
Коул з'являється у третьому сезоні як помічник прокурора, який симпатичний Фібі. Вони починають зустрічатися. Через деякий час Зачаровані дізнаються, що Коул — демон Бальтазар, якого послала Тріада, щоб увійти в довіру до сестер і знищити їх. Однак Коул закохався в Фібі і тому відмовляється від наміру вбити Зачарованих. Фібі теж полюбила Коула і, попри те, що Зачаровані завжди вбивають демонів, рятує Коулу життя, обманюючи сестер. Згодом Коул запевняє Зачарованих, що хоче побороти в собі зло і стати на бік добра. Деякий час це викликає конфлікти з демонічною частиною його сутності, потім Фібі вдається приготувати зілля, яке зробить Коула людиною.
Коул допомагає Зачарованим перемогти Господаря, віднявши у нього сили з допомогою Безодні, однак після ув'язненні Безодні сили Господаря залишаються у Коула. Тепер він — нове Джерело Зла.
Фібі і Коул одружуються. Коул — новий господар зла, і він хоче переманити вагітну від нього Фібі на бік демонічної організації. Спочатку Фібі робить болісний вибір на користь свого чоловіка, чим шокує сестер. Однак у результаті прагнення до добра перемагає, і Фібі після довгих сумнівів і коливань все ж допомагає сестрам вбити Коула. Вмираючи, Коул освідчується Фібі у вічній любові.
Після смерті Коул потрапляє в долину демонів, але душа не дозволяє йому відразу зникнути, як іншим демонам. Не втрачаючи надії повернутися, він постійно тікає від Чудовиська, що мешкає в долині. Він знаходить спосіб зв'язатися з Фібі і розповідає їй про можливості повернути його до життя, але та відмовляється йому допомогти. Зневірившись, Коул готовий прийняти остаточну смерть від чудовиська, але несподівано отримує силу померлого демона, і коли чудовисько кидається на нього, інстинктивно його вбиває. Зрозумівши, як зібрати сили померлих демонів, він стає досить сильним, щоб повернутися. Фібі дізнається про його повернення, коли він змінює її місцями з вистрелившим в неї мисливцем за відьмами. Коул намагається переконати Фібі, що він знову на стороні добра, але вона непохитна. Він намагається покінчити з життям, але виявляє, що це неможливо.
У п'ятому сезоні перед Коулом виявляють свою присутність Аватари. Сподіваючись використати свої нові сили, щоб бути з Фібі, він приймає пропозицію стати одним з них. Ставши Аватаром, Коул створює іншу реальність, де Пейдж гине до того, як знайомиться з сестрами. Але Пейдж чхає в цей момент і переміщається в модифіковану реальність. Тут Коул знову Бальтазар, досі чоловік Фібі і може бути убитий. Був убитий сестрами у цій реальності.
У сьомому сезоні Пайпер, перебуваючи в комі, зустрічає Коула, він хоче їй допомогти повернути Лео, покараного Старшими за становлення Аватаром. Він також говорить, що хоче, щоб Фібі не залишала спроб знайти свою любов. З'ясовується, що весь цей час Коул незримо був з Зачарованними. Коли Лео розмовляє з Пайпер, то вона каже, що їй допоміг «Старий друг».

### Ваєтт Метью Галлівел
Ваєтт Меттью  Галлівел (англ. Wyatt Matthew Halliwell) — перший син Лео Ваєтта і Пайпер Галлівел, старший брат Кріса  Галлівела. У серіалі Ваєтт показаний у двох різних віках, і його грали три різних актори. Близнюки Джейсон і Крістофер Сіммонс виконували роль трирічного Ваєтта; актор Вес Ремсі виконував роль двадцятип'ятирічного Ваєтта і з'явився лише у чотирьох серіях Зачарованих. Джейсон і Крістофер Сіммонс виконували роль Ваєтта, починаючи з кінця п'ятого сезону.
Ваєтт Меттью Галлівел народився 2 лютого 2003 року, в день Вікканского свята вогнів. Згідно з давнім пророцтвом, що говорить про народження особливої, двічі благословенної дитини, котра народиться в Вікканське свято, коли три планети вишикуються в одну лінію, на небі буде Північне сяйво, а вся магія зникне на один день. Ваєтт став цією дитиною і однією з наймогутніших магічних істот, які коли-небудь жили на Землі. Коли сили Зла дізналися про цю вагітність і силу, якою володіє дитина, вони спробували вкрасти дитину, щоб виростити його в могутнього месію зла. Сестри Галлівел запобігли цьому.
Ім'я Ваєтта, першого хлопчика в родині Галлівел, порушує сімейну традицію називати дітей з літери «П». Його друге ім'я — Меттью, яке він отримав на честь своєї тітки Пейдж (прізвище прийомних батьків було Метьюс). Ваєтт міг використовувати магію, ще будучи в утробі. Він міг зцілювати будь-які поранення своєї матері і захищати її і себе за допомогою силового поля і здатності до ослаблення атак. Він міг керувати здібностями своєї матері, і перетворив її молекулярне займання в феєрверки та квіти. Коли Пайпер турбувалася про свою вагітність, Ваєтту вдалося викликати дух своєї бабусі Гремс (Пенелопи Галлівел) і зробити її відчутною. Коли він відчув суперечки і непорозуміння між батьками, то використовував свої сили, щоб поміняти особистості Лео і Пайпер місцями: Лео став відчувати симптоми вагітності, а Пайпер взяла на себе обов'язки хранительки.
Після народження Ваєтт зміг закликати дракона прямо з екрану телевізора і зробити його реальним. Це принесло багато неприємностей як самому Ваєтту, так і сестрам Галлівел, оскільки привернуло увагу чистильників. Зачаровані змогли повернути все на свої місця і змусили Чистильників повернути їм Ваєтта. Також Ваєтту передбачалося і володіння легендарним мечем Екскалібуром. Але Пайпер не побажала, щоб Ваєтт володів такою силою, принаймні, поки йому не виповниться 18 років. Спочатку Ваєтт не довіряв новому зберігачу Зачарованих, Крісу, який виявився його молодшим братом з майбутнього, який прийшов, щоб врятувати Ваєтта. Будучи в сьогоденні, Кріс захищав маленького Ваєтта багато разів, зокрема і від Гідеона, старійшини, який намагався знищити Ваєтта.
Дорослий, двадцятип'ятирічний Ваєтт, одного разу був викликаний з майбутнього в сьогодення, щоб зрозуміти, чому у нього з'явився уявний друг. З'ясувалося, що його уявним другом виявився демон, якому вдалося зробити Ваєтта злим, але тільки на час. Завдяки Лео, якому вдалося розбудити добру частину душі Ваєтта, той знову став добрим. В кінці серіалу сцена з майбутнього показує, що Ваєтт і його молодший брат Кріс готують знищувальне зілля разом, що говорить про те, що вони прийняли справу боротьби зі злом від своєї матері та її сестер.
Як двічі благословенна дитина, спадкоємець Екскалібура і перший хлопчик, народжений в родині Галлівелл, Ваєтт володіє величезним спектром магічних сил і здібностей, як відьмівських, так і здібностей хранителів: силове поле у формі бульбашки; телекінез; здавлювання (можливість за допомогою телекінезу здавити будь-який предмет, наприклад, задушити ворога на відстані, або стиснути його серце); телепортація; левітація; телекінетичне переміщення; зцілення; фотокінез; екстрасенсорні здібності, що дозволяють передбачити дії кого-небудь і знати їх точне місцезнаходження; заклик істот (здатність закликати силою думки будь-яку істоту, незалежно від того, де вона знаходиться — це можуть бути, люди, відьми, зберігачі, інші магічні істоти і душі померлих людей, а також когось з минулого чи майбутнього); проєкція (здатність через силу уяви маніпулювати реальністю, здатність створювати, перетворювати, деформувати, викривляти і змінювати будь-яку матерію аж до матеріалізувння об'єктів і живих істот з нічого); зцілення; блокування активної сили (здатність на час блокувати або звести нанівець будь-яку силу, наприклад, невидимого змусити знову стати видимим); здатність використовувати Екскалібур; молекулярна маніпуляція (здатність керувати рухом молекул аж до прискорення і уповільнення); літературна маніпуляція (здатний сканувати вміст будь-якої відкритої книги, використовував на книзі обрядів); зміна голосу; енергетичний удар; енергетичні кулі; електрокінез; пірокінез; термічні хвилі.

### Кріс Перрі Галлівел
Крістофер «Кріс» Перрі Галлівелл (англ. Christopher «Chris» Perry Halliwell) — другий син Лео Ваєтта і Пайпер Галлівел, молодший брат Ваєтта Меттью Галлівела. Актор: Дрю Фуллер.
Народився в сім'ї Пайпер Галлівел і Лео Ваєтта 16 листопада 2004 року.
З'являється в серіалі, коли приходить в особняк Зачарованих і рятує сестер від Титанів. Потім зізнався, що справжня мета його появи — не дати Ваєтту стати в майбутньому злим. Відправив свого батька — Лео Ваєтта,— в Вальгаллу і став новим Хранителем сестер. До 14 серії 6-го сезону представляється переважно як злий персонаж. Але пізніше з'ясовується, що Кріс був змушений приховувати, хто він насправді, щоб не змінити майбутнє в гіршу сторону. Першою про те, ким він є насправді, дізналася Фібі, а потім і Пейдж. Вони втрьох намагалися возз'єднати Пайпер і Лео, щоб ті зачали Кріса.
Виконавши місію, Кріс мав вирушити в майбутнє, але Гідеон перешкодив цьому. Лео і Кріс потрапили в паралельний світ, а злі з паралельного світу перемістилися на їх місце. Коли все в підсумку повертається на свої місця, Кріса вбиває Гідеон. Але, оскільки Кріс помер у теперішньому часі (ще до свого народження), свого часу він залишився в живих.
У сьомому сезоні приходить видіння Лео, як провідник з минулого, щоб усвідомити суть життя. Останній раз з'являється зі своїм старшим братом в епізоді 8х22, щоб розібратися, чому зникла сила брата.
Зустрічався і був заручений з демоницею-феніксом Б'янкою. Коли Б'янка повернулася за ним з майбутнього за дорученням його злого брата, викинув каблучку. Б'янку убив злий Ваєтт у майбутньому.
Магічні сили: телекінез; психокінез; телепортація; маніпуляція з телепортацією (здатний впливати на телепортації інших істот, або заблокувати, або без відома істоти відправити в інше місце, ніж куди він зібрався); фотокінез; емпатія на рівні зберігача (може подумки відшукати місцезнаходження конкретних особистостей за їх емоціями); технокінез (здатний маніпулювати діями технологічних машин), переміщення; проєкція (здатність впливати на предмети і людей без використання магії, а за допомогою уявної концентрації), здавлювання (можливість за допомогою телекінезу здавити будь-який предмет, наприклад, задушити ворога на відстані, або стиснути його серце);

### Енді Трюдо
Енді Трюдо (англ. Andy Trudeau) — звичайний чоловік, коханий Прю Холлівелл, поліцейський (сезон: 1). Актор: Тед Кінг.
Був знайомий з Прю ще зі школи. Вони вчилися разом, а потім почали зустрічатися. Енді був одружений, але його шлюб не протривав довго. Через кілька років, коли Енді Трюдо став поліцейським, він знову зустрів Прю, і їх стосунки відновилися. У своїй роботі Енді стикався з багатьма незвичайними речами, але коли він став розслідувати вбивства жінок, пов'язаних з окультними науками, він зауважив, що на місці злочину завжди виявлялися сестри Галлівел. Енді зрозумів, що Прю від нього щось приховує, але він ніяк не міг зрозуміти, що, і з цієї причини у закоханих постійно виникали сварки. Однак при цьому Енді часто прикривав Зачарованих. Він почав збирати інформацію про сестер і зрештою дізнався таємницю сестер Галлівел. Енді важко приймає істину: йому важко повірити в існування магічних сил, в те, що його кохана — відьма; до того ж, його мучать підозри про причетність сестер Галлівел до злочинів. В кінці першого сезону він прояснює все з Прю, заради любові до неї він готовий прийняти її такою, яка вона є. Щастю закоханих не судилося тривати довго: Енді гине від рук демона Родрігеса.

### Дерріл Морріс
Дерріл Морріс (англ. Darryl Morris) — звичайна людина, поліцейський, напарник Енді Трюдо (коханого Прю Галлівел). Актор: Доріан Грегорі.
Працював у відділі № 712 поліції Сан-Франциско. Був знайомий з сестрами Галлівел, не підозрюючи, ким вони є. Незабаром Морріс зауважує зв'язок сестер з багатьма таємничими смертями. Коли Дерріл дізнається секрет Зачарованих, він розуміє значимість їх вчинків і протягом серіалу надає їм велику допомогу у тому, що допомогти Зачарованим приховати свою сутність від звичайних людей. За це сестри допомагають Морісу отримати підвищення до лейтенанта. Дерріл одружений і має дітей. З його дружиною Шейлою Зачаровані знайомляться в п'ятому сезоні. Сім'я Моррісоів стає частими гостями в будинку Галлівел, Шейла теж знає про таємниці сестер. Після кількох подій, пов'язаних з загрозою його життю, після того, як він через магію опиняється на електричному стільці (в результаті сестри встигають його врятувати), Дерріл віддаляється від Зачарованих. Незабаром вони зовсім перестають спілкуватися, однак у подальшому в результаті деяких подій Морріс і сестри знову допомагають одне одному, хоча їх дружнє спілкування при цьому не відновлюється.

### Біллі Дженкінс
Біллі Рита Дженкінс (англ. Billie Rita Jenkins) — молода відьма, разом зі своєю сестрою Крісті становить Велику Силу (сезон: 8). Акторка: Кейлі Куоко.
Молода відьма, яка живе і навчається у Зачарованих. З нею і її сестрою пов'язана основна сюжетна лінія восьмого сезону. Є другою частиною Великої сили, яку складає зі своєю сестрою. Володіє телекінезом, а також воістину рідкісною здатністю: проєкцією, що дозволяє їй робити майже все, що завгодно, а також переміщатися в часі. В кінці восьмого сезону Біллі, обдурена своєю сестрою Крісті, спробує вбити Зачарованих з допомогою Безодні, яку в четвертому сезоні Фібі і Провидиця Сір заточили в надру гір. Але потім стає на бік Зачарованих і вбиває Тріаду (тих, хто привернули її і Крісті проти Зачарованих), демона Домейна (слугу Тріади) і саму Крісті, яка відмовилася перейти на бік Добра.

## Періодичні

### Петті Галлівел
Патриція (Петті) Галлівел (англ. Patty Halliwell) — мати чотирьох відьом-Зачарованих: Прю, Пайпер, Фібі Холлівелл і Пейдж Метьюс, чоловік — Віктор Беннет, від якого народила перших трьох дочок. Пейдж народила від роману зі своїм світлоносцем Семом. Акторка: Фінола Г'юз
Народилася 5 квітня 1950 року в Сан-Франциско. Мати — Пенні Галлівел, батько — Алан Галлівел. Знала про свої сили з раннього дитинства. Спочатку мала тільки силу «зупинки часу», але, будучи вагітною Фібі, отримала також силу бачити майбутнє. Під час пологів Фібі було видіння про весілля Пайпер. Була одружена зі звичайною людиною Віктором Беннетом; мати Патриції була категорично проти цього шлюбу. Шлюб розпався, Віктор пішов з сім'ї. Пізніше мала роман зі своїм світлоносцем Семуелем Вілдером, від якого народила Пейдж. Загинула в озері в сутичці з Водним демоном, в літньому дитячому таборі (епізод 2х08). Єдина, хто бачила смерть Петті — її старша дочка Прю. Вперше побачила своїх дорослих дочок у 1975 році, до неї прийшла Пайпер з майбутнього (8х22 епізод). Потім через місяць-два до неї прийшли Прю, Пайпер, Фібі. Після смерті при зустрічі зі своїм колишнім чоловіком Віктором так само отримувала від нього закиди на свою адресу. Приводом був Самуель Вілдер. Але змогла налагодити з ним стосунки.
Після смерті часто приходила до Пенні вечорами. В особливих випадках (весілля дочок, благословення, обряд посвячення і т. д.) набувала плоті і крові.

### Пенелопа (Пенні) Галлівел
Пенелопа (Пенні) Галлівелл (англ. Penelope Halliwell) — бабуся Прю, Пайпер, Фібі Галлівел і Пейдж Метьюс, мати Петті Галлівел (сезони: 1-8). Акторка: Дженніфер Родс. Кара Зедікер (сезон 6, серія 11).
Володіє потужною силою телекінезу. Є основною авторкою Книги Таїнств, яка завдяки її доповненням збільшилася в кілька разів. Була одружена кілька разів. Дочка від першого шлюбу — Петті Галлівел. В юнацькі роки була прихильницею руху хіпі і не хотіла займатися магією. Але після смерті першого чоловіка, якого вбила, домовившись з демоном, подруга Пенні, зайнялася магією всерйоз, присвятивши більшу частину життя боротьбі зі злом. Після смерті Петті взяла на себе виховання трьох онучок: Прю, Пайпер і Фібі. Дівчатка зазвичай звали її Гремс.

### Віктор Беннет
Віктор Беннет (англ. Victor Bennett) — звичайна людина, колишній чоловік Патриції Галлівел, батько Прю, Пайпер і Фібі Галлівел (сезони: 1, 3-8). Актори: Ентоні Деннісон (сезон 1), Джеймс Рід.
Народився 16 листопада 1949 року. Щодо того, чому розлучився з Патріцією, немає єдиного трактування: в епізоді "That '70s Episode" говориться, що покинув сім'ю, не зумівши пристосуватися до магічної суті дружини і дочок; в серії "Forever Charmed" з'ясовується, що Патриція кинула чоловіка через роман зі своїм охоронцем Семом. Почав зближуватися з дочками після того, як вони відкрили в собі Силу Трьох, і до кінця 3-го сезону був у добрих стосунках з усіма трьома. На початку четвертого сезону з'ясував, що Патриції і Сема була дочка Пейдж, до якої став ставитися як до рідної. З часом, спілкуючись з духом Патриції, зумів з нею помиритися. З тещею, Пенелопою Галлівел, завжди був у поганих стосунках. Дбав про Кріса та Ваєтта, коли Зачаровані зімітували свою смерть в кінці сьомого сезону; онуки люблять діда. У Віктора робота пов'язана з частими роз'їздами і тому у дочок він з'являється рідко і несподівано.

### Мелінда Прюденс Галлівел
Мелінда Прюденс Галлівелл, (англ. Melinda Prudence Halliwell) — дочка Пайпер, молодша сестра Ваєтта і Кріса Галлівелів (сезон: одна серія 2-го сезону, остання серія 8-го). Акторка: Деніс Джонсонс.
Пайпер бачила свою дочку в майбутньому з Прю, тому, будучи вагітною, була впевнена, що носить дівчинку. У серіалі Мелінда показана в 22 серії в одному кадрі.

### Клер Прайс
Клер Прайс (англ. Claire Pryce) — начальниця Прю (сезони 1). Акторка: Крістін Роуз).
Дуже боялася втратити своє місце, тому була сувора з підлеглими, зокрема, з Прю. Є дочка Роза.

### Еліза Ротман
Еліза Ротман (англ. Elisa Rothman) — начальниця Фібі, головна редакторка газети «The Bay Mirror» (сезони 4-8). Акторка: Ребекка Белдінг.
Жорстка у всьому, що стосується термінів здачі номера в друк, сувора в критиці роботи своїх співробітників, в тому числі і Фібі. Однак вона розкрила в Фібі Галлівел талант журналістки, часто крізь пальці дивиться на її постійні відлучки, перенесення запланованих зустрічей і заходів. Є син Джим і дочка Гезер.

### Кайл Броді
Кайл Броді — агент ФБР (сезон: 7). Актор: Керр Сміт.
Знає про таємниці Зачарованих. Спочатку сестри вважають, що він хоче розкрити їх, в результаті він просить їх допомоги. Пізніше закохується в Пейдж. Категорично налаштований проти аватарів, вважаючи, що вони вбили його родину. Перед смертю співпрацює з Занку, після чого його вбиває аватар. Він стає ангелом-зберігачем.

## Епізодичні
178 серіях знялася величезна кількість акторів в епізодичних ролях, в тому числі і кілька запрошених зірок.

### Джерело
Джерело Всього Зла (англ. The Source of All Evil) — головний антагоніст серіалу «Усі жінки — відьми», Диявол (в деяких версіях перекладу його називають Сатаною). Сезони:1-4, 8. Актори: Майкл Бейлі Сміт, Беннетт Гвілларі, Пітер Вудвард, Джуліан Макмехон, Деббі Морган.
Тисячі років тому відбувалася боротьба за владу в Підземному Світі між Занку і Джерелом. У сутичці перемогло Джерело, але воно не вбило Занку, а ув'язнило його. Сотні років тому вигнало з Підземного світу невірних йому злих істот, таких як Геката, вампіри, Кюзон, Джавна, а також більшість демонів, які протистоять Чародійкам у першому сезоні серіалу.
Протягом перших чотирьох сезонів марно намагалося вбити Чародійок, проте зазнало поразки. Вперше про його існування стає відомо раніше, ніж про його ім'я. В епізоді 1х10 начальницю-демоницю Прю — Ганну Вебстер, охопило полум'я, вона закричала таємниче слово «Він». Стало ясно, що за ними стоїть хтось сильніший, але Чародійки не надали цьому значення. Ганна Вебстер і Рекс Бакленд були першими найманими вбивцями, яких послало Джерело для вбивства відьом. Наступним став демон, відомий більше як інспектор Родріґез, якому вдалося лише вбити Енді.
Вперше ім'я Джерела згадується демоном у другому сезоні. У третьому сезоні Тріада під впливом Джерела посилає могутнього демона Балтазора в образі Коула Тернера, який повинен вбити Чародійок. Але той закохується одну з сестер і не виконує завдання, більше того — допомагає Чародійкам. Замість Балтазора на боротьбу з Чародійками Джерело посилає найжахливішого демона вищого рівня — Шакса, якому вдається вбити Прю Галлівел, зруйнувавши тим самим Силу Трьох. Але несподівано з'являється нова сестра — Пейдж Мет'юс, — Сила Трьох відновлюється, і вони втрьох вбивають Шакса. Джерело, більше не довіряючи нікому, береться за Чародійок самотужки. Вирішальна битва відбувається в епізоді 4х13. Джерело планує знищити Чародійок за допомогою Порожнечі — найдавнішої матерії, яка поглинає все на своєму шляху, як тільки набирається сил. Коул Тернер вбиває Порожнечу, щоб вбити Джерело. Джерело мертве.
Але виявляється, що сила, яку ввібрала Порожнеча, тепер у Коула, який мимоволі стає новим Джерелом. Коул одружується з Фібі, разом вони стають господарями Підземного Світу. Пайпер і Пейдж вдається переконати Фібі повернутися на бік Добра і знищити Джерело. Чергове Джерело переможено. Але тепер Джерело стає Фібі, а точніше її ще не народжена дитина-демон. Провидиця магією переносить у себе цю дитину і стає Джерелом, але за допомогою Сили Трьох вона і дитина знищені.
У п'ятому сезоні на трон Джерела зазіхав Барбас, якого знищила Пейдж. Так само по ходу сезону стати Джерелом намагалися різні демони. Протягом 6—8 сезонів за владу ніхто не боровся. У сьомому сезоні в певному сенсі «Джерелом» стає Занку.
У восьмому сезоні за допомогою Ваєта демониця Менді відродила Джерело. Вона хотіла разом з Джерелом керувати Підземним Світом, однак Чародійки знищили їх обох.

### Інші
- Балтазор (Сезон: 3-4, 5) — демонічна форма Коула Тернера. Демон вищого рівня. Був посланий Джерелом і Тріадою аби вбити Чародійок, однак його людська половина закохалася в Фібі Галлівел, що завадило йому здійснити план.
- Барбас, актор Біллі Драго (сезони: 1, 2, 5-7). Демон, здатний бачити і оживляти страхи людини, спрямовуючи їх проти неї ж. У серіалі з'являвся кілька разів.
- Бейн, актор Антоніо Саббато-молодший (сезон: 2) — смертний, що знаходиться під владою Демона страху Барбаса. Наймає кілерку, яка повинна вбити сестер.
- Ґідеон, актор Ґілдарт Джексон (сезон: 6). Засновник і директор Школи Магії. Один з наймогутніших Старійшин, а також колишній наставник і старий друг Лео. Намагався вбити Ваєта, щоб той не виріс в злого чарівника, але зазнав поразки. Був убитий Лео у фіналі 6 сезону.
- Занку, актор Одед Фер (сезон: 7). Наймогутніший демон Підземного світу. У період боротьби за владу Джерело ізолювало його. Через загрозу Аватар був звільнений демонами. В кінці сезону вкрав Книгу Темряви і сили Чародійок, але, ввібравши силу Ядра (Нексуса), був знищений разом з ним Силою Трьох.
- Інспекторка Шерідан (сезон: 6, 7). Інспекторка поліції, напарниця Дерріла Морріса. Ставши напарницею Дерріла, почала розбиратися у нерозкритих справах, де брали участь сестри; смерті Прю Галлівел, Енді, інспектора Родріґеза її зацікавили особливо. Запідозривши сестер, намагалася вивести їх на чисту воду. В епізоді 7х22 вбита демоном Занку.
- Сір (Провидиця), акторка Деббі Морган[en] (сезони: 4 і 12 серія 5-го). Демониця вищого рівня, невразлива для магії відьом, здатна бачити майбутнє. Довгий час працювала на Джерело, але замахнулася на його місце. Шляхом ритуалу перемістила в себе дитину Фібі і Коула, але не змогла впоратися з силою і самознищилася разом з демонами, які допомагали їй.
- Темпус, актор Девід Керрадайн (сезон: 1; знімався в одному епізоді). Демонічний чаклун, здатний керувати часом на власний розсуд. Високопоставлений демон, зв'язатися з ним можуть лише демони вищого рівня або безпосередньо само Джерело. Позбутися від нього можна, лише викинувши його з часу, в якому він знаходиться.
- Тріада (Сезон: 2, 3, 8) — три демони вищого рівня, яких практично неможливо знищити. Їх існування могло припинятися лише на деякий час. Вперше вони були вбиті Балтазором (Коулом Тернером) в 3 сезоні. У 8 сезоні маніпулюють Крісті, навіюючи їй, що Чародійки — зло. В кінці 8 сезону були остаточно знищені Чародійками.

#### Демони
1 сезон:
- Джеремі — перший демон Чародійок, забирав сили відьом.
- Джавна — демон, що відбирає молодість у дівчат.
- Перевертні — демони, які вміють перетворюватися на будь-яку істоту, набувати будь-якого вигляду.
- Геката — демониця, як і всі демони 1 сезону — нижчого рівня; приходить на землю кожні 200 років, з метою завагітніти і народити зло.
- Калі — зла чарівниця, проклята в її власному вимірі, що жила у відображенні дзеркал. Підіслала до Зачарованих дівчину з силою підпалювання.
- Джевін (Гевін) — демон, що прийшов з майбутнього для знищення людей, які створять вакцину проти йому подібних.
- Метью Тейт — демон, заточений Меліндою Воррен в минулому, повернувся в даний час, щоб забрати сили у Зачарованих.
- Рекс Бакленд і Ганна Вебстер — демони, ховались під виглядом працівників Аукціонного Дому Бакленда, де працювала Пруденс.
- Барбас — демон страху, неодноразово з'являвся в серіалі. Щоб його перемогти, необхідно подолати свій страх.
- Бугімен (Нексус) — демон-тінь (в 1 сезоні, в наступних — нейтральна сторона), сили відьом не діють. Його Обитель — особняк Галлівелів.
- Гебріел — демон війни, за допомогою кришталевого меча відбирає фізичну силу для майбутньої сутички добра і зла.
- Ніколас — демон (чаклун), уклав в минулому з Петті Галлівел угоду про передачу йому магічного дару Прю, Пайпер і Фібі.
- Гримлоки — демони, що харчуються доброю аурою. Забирають зір дітей для поліпшення власного.
- Темпус — демон часу. Переміщується туди, куди йому захочеться.
- Родрігес — демон, який убив Енді Трюдо і намагався вбити Зачарованих.

2 сезон:
- Абраксис — перший демон за всю історію Зачарованих, який викрав Книгу Тіней. Абраксис читає книгу навпаки, тим самим повертає деяких демонів, яких вбили Зачаровані.
- Суккуб — демониця, схожа на Гекату, але вбиває своїх любовних партнерів, забираючи тестостерон, тим самим створюючи величезне потомство.
- Туафа — темна відьма, заточена в скелю Обраних; в 1999 році археологи знайшли її і звільнили.
- Колектори — демони з гострими, як голки, пальцями, встромляючи їх у скроню, «відключають» жертву, забираючи спогади.
- Дрозі — демон ненависті, прагне вбити любов, антагоніст Амура.
- Антон — могутній демон, спокушає добрих відьом, роблячи їх злими.
- Темні хранителі — демони, що знищують добрих Зберігачів особливими отруєними стрілами.
- Лібріс — демон, що вбиває людей, які знаходять книги, в яких відображена реальна інформація про демонів.
- Дракон (Dragon Demon) — його силу левітації вкрав Джин і передав її Фібі, і Дракон прийшов за нею до сестер Галлівелл.
- Темний демон, англ. Darklighter, різновид англ. Spirit Killer — демон, проклинаючий на невдачу. Він всюди слідував за жертвою, невидимий для всіх, в тому числі і для жертви. Нашіптував жертві занепадницькі настрої і приводив до думки про самогубство (виконавець ролі Арнольд Вослу).

3 сезон:
- Оберігачі — демони-духи, що оберігають злих людей. Знищити можна за допомогою гострого предмета, влучивши в руну на лобі.
- Балтазар (Бельтазар) — напівдемон (син демониці та смертного) вищого рівня, як і всі, полював на Зачарованих. Права рука Господаря.
- Троксо — демон, здатний ставати невидимим, але в холоді його сила слабшає, і він стає видимим.
- Андрес — демон люті. З допомогою свого дару посилює злість жертви.
- Тріада — демони вищого рівня. Три демони, утворили клан.
- Кіркан — демон-алхімік, здатний воскрешати і створювати душі.
- Еймс — чаклун, що відбирає магічні сили шляхом вбивства магічної істоти.
- Данталія (жриця) — темна жриця, проводить обряди обігу. Другий за рахунком демон, який вкрав Книгу Таїнств.
- Лукас — зберігач скриньки гріхів.
- Господар — демон, володар усього зла в Підземному світі.
- Шекс — демон-вітер, слуга Господаря, перший і останній, кому вдалося вбити Зачаровану.

4 сезон:
- Оракул — демониця-слуга, служить у Господаря. Пророкує майбутнє по кришталевій кулі. Врятувала господаря від знищення, закривши його своїм тілом.
- Фурія — демониця, з допомогою диму може перетворювати інших у фурій. Знищує злих людей криком їх жертв.
- Гемміл — демон, що має «жезл», який зменшує людей, потім він обпікає їх в печі з глиною, перетворюючи їх на статуетки.
- Мисливці за скарбами — демони нижчого рівня, які викрадають наділених силою смертних, щоб навернути в демонів, за що отримують оплату від Господаря
- Лудлоу — керівник академії, в якій юних магів навчають служити Господареві.
- Хамелеон — ще один слуга Господаря, може перетворюватися у що завгодно.
- Девлін — чаклун, який викрадає Муз, тим самим отримує натхнення.
- Щури — демони, здатні перетворюватися в щурів.
- Сір — демониця вищого рівня, бачить майбутнє дуже точно.
- Лазарі — демони, які можуть повставати з мертвих, якщо не поховати їх прах на кладовищі.

5 сезон:
- Морська чарівниця — відьма, яка дарує русалкам людське обличчя в обмін на їх безсмертя. Одного разу вбила Петті Галлівел.
- Некрон — демон з розряду немертвих. Застряг на межі життя і смерті. Дуже могутній, харчується чужими життями. Для того, щоб назавжди стати живим, уклав угоду з морською чаклункою, яка обіцяла йому безсмертя русалки.
- Зла відьма з казкового дзеркала — відьма, яка намагалася знищити Зачарованих з допомогою казок, і їй це майже вдалося.
- Сирена — демониця, яка зачаровує одружених чоловіків піснями сирен і вбиває, спалює легені при поцілунку, а їх дружин вбиває.
- Крон — демониця, яка з допомогою тотема Трьох Мудрих Мавп краде голос Пейдж, слух Фібі і зір Пайпер, роблячи Зачарованих вразливими, щоб підібратися до Ваєтта.

6 сезон:
- Гіт — демон ілюзійних світів.
- Сестри Стілман — три злі відьми, які привласнили долю сестер Галлівелл.
- Мордант — демон, який намагався дістати Ескалібур.
- Б'янка — демониця-фенікс із майбутнього, наречена Кріса.
- Слизняк — зелена слизька потвора, яка охопила особняк сестер.
- Павучиха — демониця, харчується магією чаклунів.

7 сезон:
- Дато (Давид) — Чаклун, який володів мечем.
- Сабіна — Відьма ілюзій.